# Kumhausen
Kumhausen – miejscowość i gmina w Niemczech, w kraju związkowym Bawaria, w rejencji Dolna Bawaria, w regionie Landshut, w powiecie Landshut. Leży na południe od Landshut, przy drodze B15 i linii kolejowej Landshut – Mühldorf am Inn.

## Dzielnice
W skład gminy wchodzą następujące dzielnice: Götzdorf, Hohenegglkofen, Niederkam, Obergangkofen i Windten.

## Demografia
| Rok  | Liczba mieszk. |
| ---- | -------------- |
| 1970 | 2 225          |
| 1987 | 3 416          |
| 2000 | 4 299          |

## Oświata
(na 1999)

W gminie znajduje się przedszkole (113 miejsc i 126 dzieci) oraz szkoła podstawowa (10 nauczycieli, 208 uczniów).

## Współpraca
Miejscowość partnerska:
- Tworóg, Polska